# 형남초등학교
형남초등학교는 대한민국 경상북도 구미시에 있는 초등학교다.

## 학교 연혁
- 1993.08.02 형남국민학교 설립인가
- 1995.03.01 개교(형곡국민학교에서 23학급 분리)
- 1996.03.01 형남초등학교로 교명 변경
- 1996.03.05 병설유치원 개원
- 1997.03.01 도 지정 에너지 절약 시범학교
- 2000.11.16 도 지정 독서교육 시범학교 공개
- 2004.10.07 도 지정 사이버스쿨 시범학교 공개
- 2011.02.25 바른인성교육 실천사례 연구발표대회 전국 우수상
- 2011.03.01 도지정 창의·인성 시범학교
- 2011.11.23 교육과정 우수학교 공모전 도 우수상
- 2011.12.31 진로교육 실천사례 연구발표대회 학교경영분과 전국 3등급
- 2012.02.16 제16회 졸업 남73명 여59명 계132명(누계 3,624명)
- 2012.02.24 바른인성교육 실천사례 연구발표대회 전국 장려상
- 2012.03.01 제9대 박일구 교장 취임
- 2012.03.01 도지정 창의·인성교육 시범학교 운영
- 2012.06.28 제31회 교육장타기 육상대회 2군 종합우승
- 2013.12.27 제6회 경북 Edu Top 공모전 감동교육 장려상
- 2014.02.19 제18회 졸업 - 남62명, 여54명, 계116명(누계 3,892명)
- 2015.03.01 제 10대 박찬국 교장 취임
- 2015.04.15 2015년 교육부 지정 수학교육 선도학교
- 2016.02.17 제20회 졸업(졸업생수 102명/총 졸업생수 4,101명)
- 2016.03.01배움을 즐기는 과정중심 수학교육 연구학교
- 2016.11.15 제 2회 수학메스티벌 개최
- 2016.12.22 런치타임콘서트 개최
- 2016.12.23 학예회 개최

```
 2016.03.01초등 18학급(433명), 병설유치원 2학급(31명)
```